# Bukowiec (powiat kolbuszowski)
Bukowiec – wieś w Polsce położona w województwie podkarpackim, w powiecie kolbuszowskim, w gminie Kolbuszowa.
Do 1 kwietnia 1933 stanowił odrębną gminę jednostkową; zniesioną i włączoną do Domatkowa. 31 maja 1947 wyodrębniony z Domatkowa jako gromada (sołectwo).
W latach 1975–1998 miejscowość należała administracyjnie do województwa rzeszowskiego.
Przez wieś Bukowiec przepływa potok Brzezówka (dawniej potok Brzozowski), który stanowi prawobrzeżny dopływ rzeki Nil.

## Sąsiednie miejscowości
- Brzezówka
- Domatków
- Kolbuszowa Górna
- Kupno
- Poręby Kupieńskie
- Przedbórz